# Prunus rigida
Prunus rigida — вид квіткових рослин з родини трояндових (Rosaceae). Ареал охоплює такі країни: Перу.

## Середовище
Субпопуляції за межами охоронних територій є дуже фрагментованими; як частина гірського лісу, вони піддаються навмисним пожежам для розширення сільськогосподарських кордонів. Цей вид є частиною гірського тропічного лісу.

## Морфологічний опис
P. rigida виростає до 6 метрів заввишки. Листя жорстке, яйцеподібно-ланцетної форми, до 15 см завдовжки, із зубчастим краєм. Квітки розташовані в суцвіттях до 6 см завдовжки.